# Saint-Marc-de-Figuery
Pour les articles homonymes, voir Saint-Marc.
Saint-Marc-de-Figuery est une municipalité de paroisse de la province de Québec (Canada), dans la municipalité régionale de comté (MRC) d'Abitibi de la région administrative d'Abitibi-Témiscamingue.

## Toponymie
Son nom, proclamé en 1916, rappelle Saint Marc et Figuery, rappelle la mémoire d'un militaire, Étienne-Guillaume Figuery ou Figuiéry.

## Histoire
- 1915- La première famille (Adélard Larochelle et Joséphine Morin) s'installe dans la région de Saint-Marc-de-Figuery et vit dans un pont couvert pendant la construction de leur maison.
- 10 novembre 1926 : La paroisse de Saint-Marc-de-Figuery est détachée de la municipalité de Landrienne et des cantons unis de Figuery-et-Dalquier-Partie-Est.

## Démographie
| 1991 | 1996 | 2001 | 2006 | 2011 | 2016 | 2021 |
| ---- | ---- | ---- | ---- | ---- | ---- | ---- |
| 584  | 580  | 615  | 692  | 771  | 834  | 868  |

## Administration
Les élections municipales se font en bloc pour le maire et les six conseillers.
| Saint-Marc-de-Figuery Maires depuis 2001                                                                             |                  |         |          |
| Élection | Maire            | Qualité | Résultat |
| 2001 | Gilles Corriveau |         | Voir     |
| 2005 | Jacques Riopel   |         | Voir     |
| 2009 | Jacques Riopel   | Voir    |          |
| 2013 | Jacques Riopel   | Voir    |          |
| 2017 | Daniel Rose      |         | Voir     |
| 2021 | André Rioux      |         | Voir     |
| Élection partielle en italique Depuis 2005, les élections sont simultanées dans toutes les municipalités québécoises |                  |         |          |

## Pensionnat autochtone d'Amos (Saint-Marc-de-Figuery)
L'ancien pensionnat indien d'Amos (IRS) était situé à Saint-Marc-de-Figuery à une quinzaine de kilomètres au sud d’Amos. Celui-ci pouvait accueillir près de 200 enfants autochtones, Anishnabeg et Atitkameks simultanément. Il faisait partie de l'un des 139 pensionnats pour Autochtones du Canada (12 au Québec). Ouvert en 1955, l'école et le pensionnat ferment leurs portes le 30 juin 1973.

## Parc Héritage
La municipalité se compose de l'institution muséale du Parc Héritage. Ce site historique est une reconstitution du Musée de la poste et de la Boutique de forge. C'est Jocelyne Bilodeau, agente de développement de Saint-Marc-de-Figuery, qui est responsable de cet organisme.